# Ptilope de Tanna
Ptilinopus tannensis
Espèce
Statut de conservation UICN

 LC  : Préoccupation mineure
Le Ptilope de Tanna (Ptilinopus tannensis) est une espèce d’oiseau appartenant à la famille des Columbidae.

## Répartition et habitat
Il est endémique de Vanuatu. Il vit dans la forêt tropicale humide, dans les zones boisées, dans les plantations et les jardins.